# Endre Senkálszky

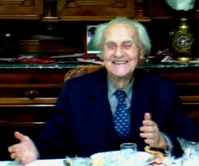
Endre Senkálszky en octubre de 2010.

Endre Senkálszky (2 de octubre de 1914 - 5 de enero de 2014) fue un actor y director húngaro-rumano.
Endre Senkálszky murió el 5 de enero de 2014, a los 99 años de edad, en su ciudad natal de Cluj-Napoca.